# Juan Díaz Donoso
Juan Díaz Donoso, apodado como La clériga de Zafra, fue un clérigo intersexual español que vivió durante el siglo XVII.

## Biografía
Juan Díaz Donoso trabajó como clérigo en la villa de Zafra, durante la época de la inquisición. Desarrolló su labor con normalidad hasta 1634, año en el que Juan Vallejo, un miembro de la inquisición española, escribió al obispo de Badajoz para informarle de la intersexualidad de Donoso. La inquisición se ocupó de interrogar a todos los conocidos de Juan Díaz para saber si estos conocían que era intersexual (en aquél entonces llamado hermafrodita), y finalmente envió a dos médicos para comprobar si este tenía un sexo femenino y si había mantenido relaciones sexuales.
La inquisición no sólo arrestó a Juan, sino también a un joven sastre con el que se rumoreaba que había mantenido una relación personal y sentimental durante mucho tiempo. Una vez detenido, el inquisidor Osorio Serrano ordenó a los médicos que determinar definitivamente su sexo, queriendo este conocer hasta el más mínimo detalle de su genitalidad, buscando respuestas a si había recibido penetración, que volumen de pello púbico tenía o si era capaz de tener erecciones. Pese a estas órdenes, Juan siguió profesando su fé y oficio con tranquilidad, para desconcierto de la iglesia, descubriéndose después que había recibido una carta del propio Papa, que le autorizaba a vivir en su intimidad la vida que él mismo eligiera, pudiendo elegir vivir como hombre o hacerlo como mujer, con la única condición de que se trasladara a otra villa para calmar el revuelo. Ante la bula emitida por el Papa, Osorio se vió incapacitado para condenar a Juan de ningún modo ni tampoco examinar su intimidad.
Se desconoce la villa en la que Juan Díaz consiguió ejerciendo como clérigo, así como se desconoce el lugar y fecha de su defunción.

## Reconocimiento
En septiembre de 2022, el canal de televisión La Sexta emitió un reportaje en el que el divulgador y presentador de televisión David Botello contaba la vida de cuatro figuras de la historia de España consideradas ejemplos tempranos de personas transgénero, siendo una de ellas Juan Díaz Donoso, junto con Eleno de Céspedes, Catalina de Erauso y Enrique Fávez.
Así mismo, Juan fue uno de los personajes históricos centrales en la ruta nocturna Judaísmo e Inquisición, que fue llevada a cabo en el municipio de Zafra el 29 de agosto de 2024.